# العلاقات الأذربيجانية الجنوب سودانية
العلاقات الأذربيجانية الجنوب سودانية هي العلاقات الثنائية التي تجمع بين أذربيجان وجنوب السودان.

## مقارنة بين البلدين
هذه مقارنة عامة ومرجعية للدولتين:
| وجه المقارنة                                              | أذربيجان        | جنوب السودان                  |
| --------------------------------------------------------- | --------------- | ----------------------------- |
| المساحة (كم2)                                             | 86.60 ألف       | 619.75 ألف                    |
| عدد السكان (نسمة)                                         | 10.00 مليون     | 12.58 مليون                   |
| الكثافة السكانية (ن./كم²)                                 | 115.47          | 20.3                          |
| العاصمة                                                   | باكو            | جوبا                          |
| اللغة الرسمية                                             | اللغة الأذرية   | لغة إنجليزية                  |
| العملة                                                    | مانات أذربيجاني | جنيه جنوب سوداني، جنيه سوداني |
| الناتج المحلي الإجمالي (بليون دولار)                      | 40.75 مليار     | 2.90 مليار                    |
| الناتج المحلي الإجمالي (تعادل القوة الشرائية) بليون دولار | 171.56 مليار    | 22.88 مليار                   |
| الناتج المحلي الإجمالي الاسمي للفرد دولار أمريكي          | 5.50 ألف        | 73                            |
| الناتج المحلي الإجمالي للفرد دولار أمريكي                 | 17.52 ألف       | 2.02 ألف                      |
| مؤشر التنمية البشرية                                      | 0.751           | 0.467                         |
| رمز المكالمات الدولي                                      | +994            | +211                          |
| رمز الإنترنت                                              | .az             | .ss                           |
| المنطقة الزمنية                                           | ت ع م+04:00     | ت ع م+03:00                   |

## منظمات دولية مشتركة
يشترك البلدان في عضوية مجموعة من المنظمات الدولية، منها:
| علم المنظمة | اسم المنظمة                               | تاريخ انضمام أذربيجان | تاريخ انضمام جنوب السودان |
| ----------- | ----------------------------------------- | --------------------- | ------------------------- |
|             | الاتحاد البريدي العالمي                   | ?                     | ?                         |
|             | يونسكو                                    | 3 يونيو 1992          | 27 أكتوبر 2011            |
|             | البنك الدولي للإنشاء والتعمير             | 18 سبتمبر 1992        | 18 أبريل 2012             |
|             | وكالة ضمان الاستثمار متعدد الأطراف        | 23 سبتمبر 1992        | 18 أبريل 2012             |
|             | الاتحاد الدولي للاتصالات                  | 10 أبريل 1992         | 3 أكتوبر 2011             |
|             | مؤسسة التمويل الدولية                     | 11 أكتوبر 1995        | 18 أبريل 2012             |
|             | منظمة الشرطة الجنائية الدولية             | ?                     | ?                         |
|             | الأمم المتحدة                             | 2 مارس 1992           | 14 يوليو 2011             |
|             | مؤسسة التنمية الدولية                     | 31 مارس 1995          | 18 أبريل 2012             |
|             | المركز الدولي لتسوية المنازعات الاستشارية | 18 أكتوبر 1992        | 18 مايو 2012              |

## وصلات خارجية
- موقع وزارة الخارجية الأذربيجانية
- موقع وزارة الخارجية الجنوب سودانية